# Negotiable order of withdrawal account
Negotiable order of withdrawal account (сокр. NOW account, в русской экономической литературе называется НАУ-счёт) — в США так называется сберегательный счёт, владелец которого имеет право при уведомлении банка за 30 дней выписать обращающиеся приказы об изъятии (negotiable orders of withdrawal) и использовать их для платежей наравне с чеками.

## История
НАУ-счета стали открываться после вынесения судом штата Массачусетс в мае 1972 года решения, разрешающего операции с такими депозитами взаимносберегательным банкам этого штата. С разрешения банковского департамента штата Нью-Гэмпшир местные взаимосберегательные банки также стали предлагать клиентам НАУ-счета с сентября 1972 года. С января 1974 года Конгрессом была одобрена практика ведения НАУ-счетов всеми депозитными учреждениями этих двух штатов. С марта 1976 года то же было распространено на Коннектикут, Мэн, Род-Айленд и Вермонт, а затем в ноябре 1978 года — на штат Нью-Йорк и в декабре 1979 года — на Нью-Джерси.
С 31 декабря 1980 года Закон о дерегулировании депозитных учреждений и денежно-кредитном контроле позволил всем депозитным учреждениям, застрахованным на федеральном уровне, открывать НАУ-счета.